# Оксиморон

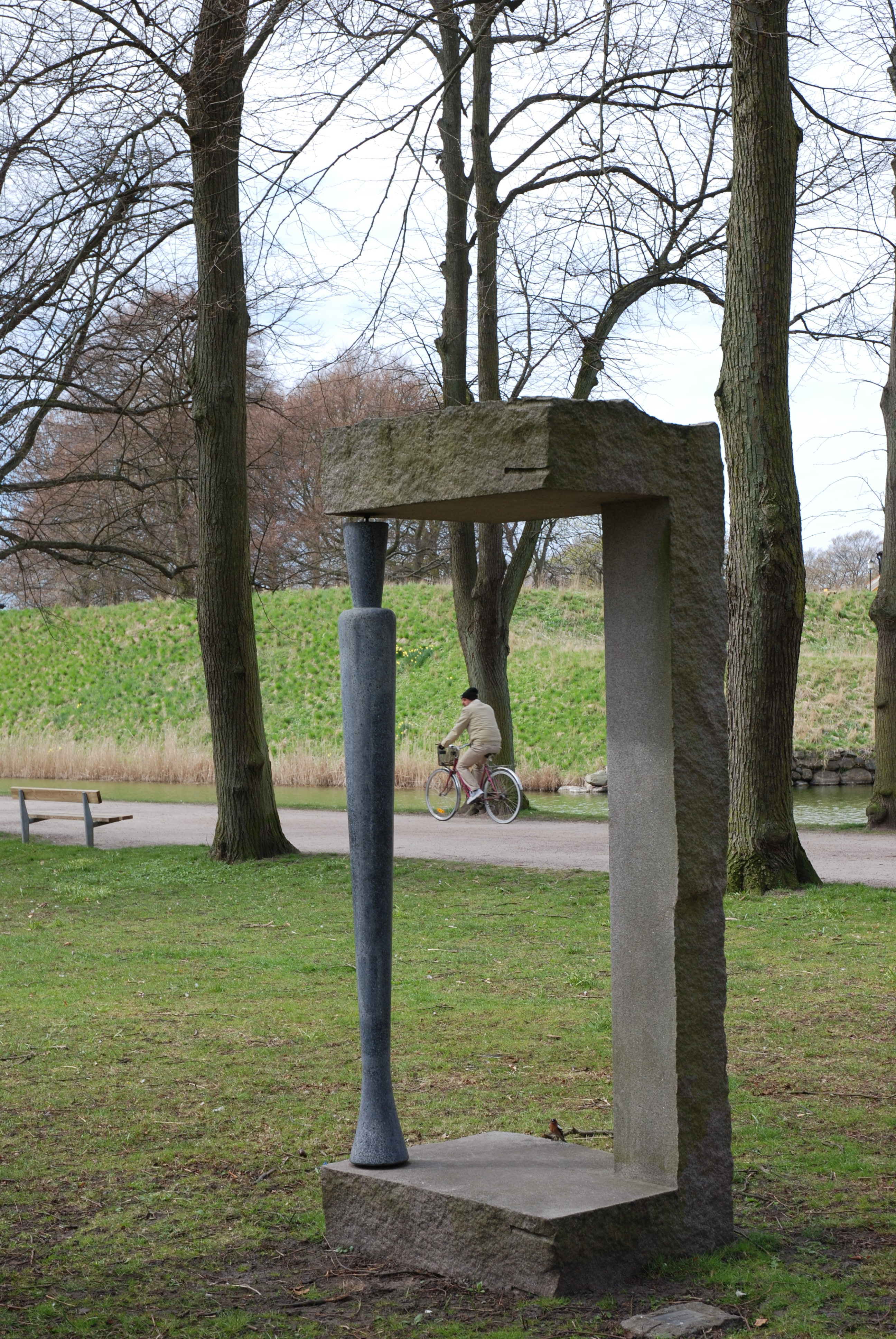
Оксиморон шведського скульптора Аке Гіден

Окси́моро́н, оксюморо́н (лат. oxymoron від грец. ὀξύμωρον — «дотепно-безглузде») — літературно-поетичний прийом, що полягає у поєднанні протилежних за змістом, контрастних понять, які разом дають нове уявлення.
З точки зору мовознавства оксиморон є різновидом тропу, найближчий за сутністю до метафори і гіперболи, тобто зміна значення або навмисне перебільшення. Особливість оксиморона полягає у сполученні різко контрастних, протилежних за значенням слів, внаслідок чого утворюється нова смислова якість, несподіваний експресивний ефект («холодне полум'я», «сухий дощ», «крижана посмішка», «депресивна веселість» тощо).
Найчастіше оксиморон виступає суто літературним прийомом, засобом художньої мови у творах письменників: прозаїків і поетів. Прикладами можуть слугувати назва збірки Василя Стуса «Веселий цвинтар» або рядок «На нашій, не своїй землі» з Тараса Шевченка.
Цікаво, що насправді оксиморон не є вже таким безглуздим поєднанням непоєднуваного, що дає лише повне заперечення — бо він справді може започатковувати нові поняття. Наприклад, у сучасній мас-культурі вислів спортивного коментатора «гарячий лід» імовірно означатиме, що на ньому точиться «гаряча» боротьба за перемогу, тобто фактично мова вже не про лід як такий, а про високий дух змагальності (приклад нового смислу, нового поняття від використання оксиморону).
Не рідко саме від такого поєднання непоєднуваного «народжуються» нові поняття, наприклад «кисло-солодкий», або й навіть оксиморон здатний розв'язувати проблеми, розкривати питання з невідомого боку, «штовхати» науку тощо («квадратура круга»).
Вживають оксиморон як у розмовно-побутовій мові («ходячий труп»), так і в публіцистиці («запеклі друзі»).
В українському розмовному варіанті слово «оксиморо'н» найчастіше з наголосом на останньому складі.
Найпоширенішою формою оксиморону є комбінація прикметника та іменника. Рідше трапляються сполучення іменника та дієслова, як, наприклад «Тиша висвистує» чи інші, як «Звуки мовчання». Оксиморон не обов'язково є парою двох слів; речення та висловлювання також можуть набувати значення оксиморону.

## Походження слова
У європейські мови «оксиморон» поширився у 5 ст. з латини, де слово «oxymoron», складеного з грецьких слів дав.-гр. ὀξύς (оксис) — «гострий, дотепний», та дав.-гр. μωρός (морос) — «нерозумний, дурний», тобто саме слово є оксимороном. Проте, власне складеного слова «ὀξύμωρον» у грецьких джерелах не було знайдено.

## Деякі оксиморони
У сучасному мовленні багато оксиморонів, уживаючи які, ми нерідко навіть не звертаємо увагу на суперечливість їхнього первинного сенсу.
Розмовні оксиморони:
- живий труп;
- страшенно вродливий(-а);
- нелюдське життя;
- палючий холод;
- молодий стариган;
- правдива казка;

Оксиморони, що увійшли в науково-популярний вжиток:
- владний безлад (владу як таку, створено, для наведення порядку) — цей оксиморон є частим у вжитку, скажімо, у опозиційної політичної сили стосовно чинної влади;
- складна́ простота (коли за уявною простотою і довершеністю «стоїть» чимало зусиль і праці);
- штучна людина (у двох значеннях — і про людину, «нашпиговану» технічними пристроями, і про людиноподібного робота).

Приклади використання оксиморонів у сучасній масовій культурі:
- назва голлівудської стрічки «Із широко заплющеними очима»;

Приклад використання оксиморонів у літературі та кінематографі:
- гарячий сніг — однойменні роман та знятий по ньому художній фільм, що розповідають про один з епізодів битви під Сталінградом під час Другої світової війни.